# Lachsfischen im Jemen
Lachsfischen im Jemen ist ein britischer Film aus dem Jahr 2011. Bei der von Lasse Hallström inszenierten Komödie handelt es sich um eine Verfilmung des gleichnamigen Romans von Paul Torday. Der Film feierte am 10. September 2011 auf dem Toronto International Film Festival Weltpremiere. Am 17. Mai 2012 lief er in den deutschen Kinos an.

## Handlung
Der angelbegeisterte Scheich Muhammed bin Zaidi bani Tihama hat die Idee, im Wüstenland Jemen die Lachsfischerei einzuführen. Dazu ersucht die Finanzberaterin Harriet Chetwode-Talbot von Fitzharris & Price in seinem Auftrag den spröden Fischereiexperten Dr. Alfred „Fred“ Jones um Unterstützung. Der findet den Plan vollkommen absurd und sagt ab.
Aber da bekommt auch die britische Regierung, allen voran die Pressesprecherin Patricia Maxwell, Wind davon. Da dringend gute Nachrichten aus dem Nahen Osten gebraucht werden, übt sie sofort massiv Druck auf Jones’ Chef im Ministerium aus. Jones entwickelt einen utopisch wirkenden, millionenschweren Masterplan und verlangt aus Spaß die Mitwirkung der chinesischen Ingenieure, die am Bau der Drei-Schluchten-Talsperre beteiligt waren. Zu seinem Erstaunen genehmigt die Regierung das Projekt, da der Scheich zahlen wird. Jones, Chetwode-Talbot und Scheich Muhammed verbringen ein Wochenende auf seinem Anwesen in Schottland und sprechen über das verrückte Projekt.
Entfremdet von seiner karrierebewussten Frau, beginnt Jones langsam sich dafür zu begeistern, zumal der Scheich sich nicht als das verwöhnte Luxussöhnchen entpuppt, sondern als vernünftiger Herrscher, der sein Vermögen zum Wohl seines Volkes investieren möchte. Chetwode-Talbot hatte gerade eine Beziehung mit dem Soldaten Robert begonnen, der jedoch bald in den Krieg in Afghanistan ziehen musste und dort als vermisst gemeldet ist. Sie hält ihn für tot. Der verkrampfte Jones zeigt sich gegenüber Harriet sensibel, und beide entwickeln Gefühle füreinander.
Unterstützt von einer landesweiten Pressekampagne weigern sich die britischen Anglerverbände, auch nur einen einzigen einheimischen Lachs in den Jemen bringen zu lassen. Daher wird auf Zuchtlachse zurückgegriffen. Im Jemen wird nach erfolgreicher Errichtung des Damms in einer Zeremonie die Senke geflutet, die einerseits dem Scheich das Lachsangeln, andererseits die Bewässerung und Entwicklung des Landes ermöglichen soll. Entgegen Jones’ ersten Befürchtungen wandern die Lachse nach dem Aussetzen tatsächlich stromaufwärts. Das Projekt scheint erfolgreich zu verlaufen. Bei der feierlichen Eröffnung sind Chetwode-Talbot, Jones, Vertreter der britischen Regierung und die internationale Presse zugegen. Als Überraschung präsentiert Patricia Maxwell, der es ja nur um gute Nachrichten ging, nicht das Lachs-Projekt der Presse, sondern die Wiedervereinigung von Chetwode-Talbot mit ihrem noch lebenden Geliebten Robert.
Allerdings verüben lokale Rebellen einen Sabotageakt und öffnen den Auslass des Damms. Die Lachse werden in einem reißenden Strom weggespült, und Jones und der Scheich entgehen der tödlichen Flutwelle nur knapp. Als Jones sieht, dass einige Fische überlebt haben, entschließt er sich, im Land zu bleiben, um aus den Fehlern zu lernen und die Visionen des Scheichs wahr werden zu lassen. Chetwode-Talbot schließt sich ihm an und entscheidet sich damit gegen Robert.

## Besetzung und Synchronisation
Die deutschsprachige Synchronisation des Films entstand bei der Berliner Synchron GmbH. Verfasserin des Dialogbuchs und auch Dialogregisseurin war Hilke Flickenschildt.
| Rolle                   | Darsteller           | Synchronsprecher   |
| ----------------------- | -------------------- | ------------------ |
| Dr. Alfred Jones        | Ewan McGregor        | Philipp Moog       |
| Harriet Chetwode-Talbot | Emily Blunt          | Bianca Krahl       |
| Scheich Muhammad        | Amr Waked            | Jaron Löwenberg    |
| Patricia Maxwell        | Kristin Scott Thomas | Christin Marquitan |
| Captain Robert Mayers   | Tom Mison            | Peter Lontzek      |
| Bernard Sugden          | Conleth Hill         | Frank Röth         |
| Ashley                  | Catherine Steadman   | N. N.              |
| Mary Jones              | Rachael Stirling     | Katrin Zimmermann  |
| Peter Maxwell           | Tom Beard            | N. N.              |

## Hintergrund
Die Produktionskosten lagen bei ca. 14,5 Millionen US-Dollar und die weltweiten Einnahmen beliefen sich auf ca. 35 Millionen US-Dollar.
Die Drehorte für den Film lagen in London, Schottland und Marokko. Das Restaurant im Film befindet sich im OXO Tower, der schottische Landsitz des Scheichs ist Ardverikie House, das bereits in den Fernsehserien Monarch of the Glen und Outlander sowie im Film Ihre Majestät Mrs. Brown zu sehen war.

## Kritiken
„Lasse Hallströms bizarre Komödie funktioniert sowohl als Polit- und Mediensatire wie auch als optimistische Metapher über die Annäherung von Abendland und Morgenland. Darüber hinaus erzählt der Film eine der schönsten Liebesgeschichten der letzten Zeit.“

„Unterhaltsame romantische Komödie, die aus dem absurden Stoff einen schwungvollen Film mit trockenen Pointen macht, der gegen Ende allerdings in ein überzogenes Melodram mündet.“

„Kein Geringerer als Lasse Hallström inszenierte diese ungewöhnliche Geschichte nach dem Bestseller von Paul Torday. Vor allem die deftige Prise britischen Humors, die gekonnte Umsetzung und die starken Darsteller sorgen dafür, dass auch Nichtkenner europäischer Fischgründe bei dieser absurden Parabel und der dazugehörigen Liebesgeschichte am Ball bleiben.“

## Auszeichnungen
Bei der Verleihung des Europäischen Filmpreises war Lachsfischen im Jemen 2012 für den Publikumspreis nominiert. Ausgezeichnet wurde der Film mit dem Palm Springs International Film Festival Award.
Außerdem war er für drei Golden Globes nominiert:
- Golden Globe Awards 2013
  - Golden Globe Award, Kategorie „Bester Film – Komödie/Musical“: Lasse Hallström
  - Golden Globe Award, Kategorie „Bester Hauptdarsteller – Komödie/Musical“: Ewan McGregor
  - Golden Globe Award, Kategorie „Beste Hauptdarstellerin – Komödie/Musical“: Emily Blunt